# Из историје пољопривреде (часопис)
Из историје пољопривреде је часопис Војвођанског друштва за пољопривредну технику. Излазио у периоду од 1980. до 2010. године у Новом Саду.

## О часопису
Први број часописа изашао је 1980. године. Часопис има прекид у излажењу у периоду од 1990.до 2001. године и од 2004. до 2006. године. Од 2007. године па до 2010. редовно је излазио. Издавачи часописа су Војвођанско друштво за пољопривредну технику, Пољопривредни факултет у Новом Саду и Пољопривредни музеј у Кулпину.
У периоду од 1980. до 1989. год. излазио је као колекција посвећена историји пољопривреде.

### Теме
Теме које су заступљене у часопису се односе на пољопривреду, о симболима земљорадње, свиленој буби, о расама и типовима свиња, прошлост, садашњост и будућност конопље и архиви и каталози филмова о пољопривреди.

## Уредници
Уредник часописа је био Веселин Лазић.

## Штампарија
Први бројеви часописа су штампани у Штампарији за графичку делатност у Новом Саду, а од 2002. године часописи су штампани у Штампарији LitoStudio у Новом Саду.